# Пруггерн
Пруггерн (нем. Pruggern) — упразднённая община (нем. Gemeinde) в Австрии, в федеральной земле Штирия.
Входила в состав округа Лицен.  Население 739 человек (на 1 января 2019г.). Занимает площадь 21,75 км². Официальный код  —  61234.
С 1 января 2015 года входит в состав новообразованной общины Михелерберг-Пруггерн.

## Политическая ситуация
Бургомистр коммуны — Йохан Хубер (АНП) по результатам выборов 2005 года.
Совет представителей коммуны (нем. Gemeinderat) состоит из 9 мест.
- АНП занимает 7 мест.
- СДПА занимает 2 места.